# Eunapius ambiguus
Eunapius ambiguus är en svampdjursart som först beskrevs av Annandale 1909.  Eunapius ambiguus ingår i släktet Eunapius och familjen Spongillidae. Inga underarter finns listade i Catalogue of Life.